# Athamanthia japhetica
Athamanthia japhetica is een vlinder uit de familie van de Lycaenidae. De wetenschappelijke naam van de soort is voor het eerst geldig gepubliceerd in 1983 door Nekrutenko & Effendi. De soort komt voor in Azerbeidzjan.